# Franz Koller junior
Franz Koller (* 17. Juni 1920 in Johnsdorf (heute: Gemeinde Fehring); † 14. April 2004 in Fürstenfeld) war ein österreichischer Politiker (ÖVP) und Landwirt. Er war von 1970 bis 1975 Abgeordneter zum Nationalrat.

## Leben
Koller absolvierte die Volksschule in Hatzendorf und bildete sich durch landwirtschaftliche Kurse weiter. Vom Juni 1938 bis 1945 war er Mitglied der NSDAP (Mitgliedsnummer  6.320.664). Er arbeitete im elterlichen, landwirtschaftlichen Betrieb mit und übernahm 1958 den Betrieb. Koller engagierte sich lokalpolitisch als Bürgermeister-Stellvertreter in der Gemeinde Johnsdorf und war zwischen 1953 und 1970 Abgeordneter zum Steiermärkischen Landtag. Im Landtag hatte er von 1965 bis 1969 das Amt des Dritten Präsidenten inne, ab 1969 war er Präsident des Steiermärkischen Landtages. Zudem wirkte er als Obmann des Bezirksbauernrates Fehring und war Organisationsreferent der ÖVP-Hauptbezirksparteileitung Feldbach. Die ÖVP vertrat Koller zwischen dem 31. März 1970 und dem 4. November 1975 im Nationalrat. 